# Морье, Симон
Симо́н Морье́ (фр. Simon Morhier; ок. 1390 — ок. 1452 или 1454) — французский дворянин, участник Столетней войны на стороне англичан.

## Биография
Происходил из дворянской семьи Морье, имевшей земельные владения в Ножан-ле-Руа. Во время войны арманьяков и бургиньонов, Морье встал на сторону бургиньонов и поступил на службу к королеве Изабелле Баварской в качестве управителя. 
После захвата Парижа бургиньонами, Морье перешёл на сторону англичан. 1 декабря 1422 года Джон Ланкастерский назначил Морье на должность прево Парижа. Морье был активным участником Столетней войны; он участвовал в осаде Монтаржи (1427) и в битве при Руврэ (1429), а в сентябре 1429 года Морье был одним из руководителей обороны Парижа, который безуспешно осаждали войска под командованием Жанны Д’Арк.
В 1432 году он был снят с должности прево Парижа, возможно из-за злоупотреблений полномочиями. В 1436 году во время взятия Парижа попал в плен к французам, а затем был освобождён за выкуп, продав некоторые свои владения. После освобождения Морье уехал в Англию, где стал одним из советников короля Генриха VI, а затем служил в Нормандии и Иль-де-Франс, которые были оккупированы англичанами. В этих землях Морье участвовал в обороне некоторых городов и замков, отличившись в обороне Мо (1439) и Понтуаза (1441).
В феврале 1449 года во время одной из стычек, Морье вновь попал в плен к французам, где и скончался; дата его смерти неизвестна.

## Семья и дети
У него было двое детей: сын Жан (от брака с Бланш де Попинкур) и дочь Изабелла (от брака с Жанной де Ланьи). Третий брак с Катрин де Гавр Д'Эскорне был бездетным.